# Bob Flanigan
Robert Lee „Bob“ Flanigan (* 22. August 1926 in Greencastle, Indiana; † 15. Mai 2011) war ein US-amerikanischer Jazzmusiker (Gesang, Bass, Posaune) und Musikmanager. Er war ein Gründungsmitglied des Vokalensembles The Four Freshmen.

## Leben und Wirken
Flanigan wurde bekannt, als er mit der Anfang 1948 an der Butler University in Indianapolis gegründeten Vocal-Formation The Four Freshmen auftrat. Mit Flanigan, dem Cousin der Bandmitglieder Don und Ross Barbour, entwickelte sich ein mehr an Jazz-Harmonien orientierter Gesangsstil des vorher unter anderen Namen bestehenden Quartetts. Flanigan übernahm in der Band neben dem Gesang auch Bass und Posaune. Zu seinen wenigen Alben als Posaunist (und jenseits der Four Freshmen) gehört Togetherness, das er 1959 für Capitol Records mit dem Gitarristen John Gray, dem Bassisten Don Bagley und dem Schlagzeuger Bob Neel einspielte. 1992 zog sich Flanigan von der Bühne zurück, lebte in Las Vegas und managte die weiterbestehenden Four Freshmen. 2008 verlieh ihm die Butler University die Ehrendoktorwürde.